# Château de Frauenberg
Pour l’article homonyme, voir Château de Frauenberg (Bodman).
Le château de Frauenberg est un édifice situé dans la commune française de Frauenberg, en Moselle.

## Histoire
Les ruines du château sont classées au titre des monuments historiques par arrêté du 26 avril 1921. Il fut démantelé en 1634 et abrita deux fours d'une faïencerie.
Les siècles des principales campagnes de construction sont le XIIIe siècle, XIVe siècle, XVIIe siècle et XVIIIe siècle.

## Description
Le site domine une vallée partagée entre la France et l’Allemagne, il était déjà dans son temps « précurseur » de par ses nombreux contacts avec la noblesse allemande et notamment avec les seigneurs d’Oberstein (Rhénanie). 